# Núria Llansà i Fernández
Núria Llansà Fernández (Barcelona, 3 de novembre de 1937 - Barcelona, 26 de juny de 2019) fou una portera de futbol catalana, considerada una de les pioneres del futbol femení a Catalunya.
Juntament amb altres futbolistes com Carme Nieto, Alicia Estivill, Lolita Ortiz i Imma Cabecerán, principal promotora de l'esdeveniment, disputà el primer partit del Futbol Club Barcelona femení contra la Unió Esportiva Centelles el desembre de 1970. El partit es jugà a l'estadi Camp Nou davant 60.000 espectadors i l'equip fou entrenat pel porter blaugrana Antoni Ramallets. Jugà amb el club blaugrana fins a la temporada 1973-74, alternant-se la posició de porteria amb Maria Antònia Mínguez. Posteriorment, des de 1982 fou la màxima responsable de la Penya Femenina Barcelonista i dos anys més tard assolí la presidència de l'entitat. En aquella època es dedicà al disseny i ubicació dels entrenaments, la logística dels viatges, l'equipament, fer d'entrenadora de forma puntual i, fins i tot, de suport psicològic a moltes altres futbolistes. També fou vicepresidenta del Comitè de Futbol Femení de la Federació Catalana de Futbol entre 1984 i 1998. Abandonà l'entitat blaugrana el 2003.
Entre altres reconeixements, rebé la medalla d'or per la seva ingent tasca en pro del futbol femení a la Tercera Nit del Futbol Català (1992). El seu fons personal, format entre d'altres per plaques commemoratives, banderins, medalles, samarretes, fotografies històriques i document oficials de l'equip femení blaugrana, fou donat al Centre de Documentació i Estudis del FC Barcelona el setembre de 2020.